# Адамов-Маркович, Пайя-Павел
Па́йя-Па́вел Ада́мов-Ма́ркович (серб. Павле Марковић Адамов; 1855—1907) — сербский беллетрист-народник, основатель еженедельника «Бранково Коло». Рано освободился от влияния романтизма и стал реалистом-бытописателем сербской деревни. Лучший рассказ Адамова-Марковича — «Мой старший брат» — переведён на русский язык («Вестник иностранной литературы», VI, 1905).

## Биография
Пайя-Павел родился в Новых Карловцах, в Срем. Он преподавал в гимназии в Карловцах и Нови-Саде, а также философию в Граце и Вене. В 1880-х годах женился. В 26 лет Адамов-Маркович стал профессором гимназии в Карловцах, а в 1895 году основал литературный журнал «Бранково коло».
Несколько лет редактировал «Орёл» — большой сербский иллюстрированный календарь, который выходил в Кикинде.
Адамов — его вторая фамилия, так как этим псевдонимом он подписал сборник рассказов «На селу и прелу» (В деревне и прелюдии) в 1886 году.
На протяжении всей своей жизни он был председателем совета директоров общества писателей, журналистов и художников «Змај» (Дракон) в Сремски-Карловцах (1905). Также вице-президентом литературного отдела Матицы Сербской, почётный член Сербского литературного кооператива в Белграде, член «Сербского литературного общества» в Белграде. Он ответственен за организацию церемонии переноса останков поэта Бранко Радичевича из Вены в Стражилово в 1883 году.

## Переводы и стихи
Он появился в сербской литературе в 1870-х годах, когда романтическое движение уже находилось в упадке, и когда среди сербских писателей возникают реалистичные тенденции. Литературная деятельность началась с переводов Шиллера, Гейне и некоторых более мелких поэтов, таких как Стеван Милов, Анастасиус Грин и Хаммерлинг, а также со стихов в духе и форме сербской романтической лирики. Несмотря на известность его «Наданових песама» (1877), вскоре он полностью переключился на написание рассказов. Он писал стихи до самой смерти, но больше не публиковал их.

## Рассказы
Как и стихи, он рано начал писать рассказы, но они также имели низкую литературную ценность, отягощены романтикой, сентиментальностью и в целом устаревшими поэтическими представлениями. Он опубликовал свой первый рассказ «Sa sela» (Из села) в нови-садском «Яворе» в 1874 г. Переводя рассказы зарубежных рассказчиков, он познакомился с австрийским писателем П. К. Розегер, который в своих рассказах рисовал жизнь тирольского крестьянина. Адамов начинает ему подражать, поэтому его рассказы во многом напоминают австрийский (немецкий) рассказ.
Это открытие положительно повлияло на прозаическое творчество Павла Марковича-Адамова, потому что с тех пор он немного более реалистично смотрел на жизнь и пытался правдиво изобразить жизнь сербских крестьян в Среме. В 1883 году его «Слике и прилике из српског живота»(Картины и возможности из сербской жизн) были опубликованы в Панчево, в котором, помимо оригинальных рассказов, есть также адаптация Розегера. Только после публикации рассказа «Јоле» (Джолы) Адамов стал известен как рассказчик. В то время, когда он пишет деревню Срем, он очень напоминает Веселиновича, который рисует Мачву. Опубликовал два тома рассказов «На селу и прелу» (На селу и прелюди) (Нови-Сад, 1886, 1888). Подборка этих рассказов, сделанная самим писателем, была опубликована под тем же названием Сербской литературной ассоциацией в 1901 году.

## Общая характеристика
Хотя под влиянием новых литературных тенденций Павел Маркович-Адамов пытался смягчить свое романтическое понимание литературы и максимально правдиво и естественно изобразить общество и людей своего времени, в душе он оставался романтиком. Его понимание осталось, что «писатель романа должен быть поэтом». В рассказах, как и в поэзии, он любил сентиментальные мотивы, деревенскую любовную идиллию, награждение добродетелью и наказание за пороки. Как консерватор в литературе, даже в более поздние годы он задается вопросом, как герцеговин Алекс Шантич переводит лирическое интермеццо Гейне.
Помимо этих слабостей, он проявлял в своих произведениях искреннюю чувствительность, реалистичные образы из сельской жизни и проявлял интерес к фольклору.
В последние годы он полностью посвятил себя редакционной работе в кругу Бранко.